# Payoff
En payoff är en beskrivning på  hur ett företag vill att deras varumärke ska upplevas. 
Ofta är den placerad i anslutning till företagets logotyp och då skriven med ett ord eller en kortare mening. Payoffen har likheter med både valspråk, motto och devis, men skiljer sig från dessa genom att den har en kommersiell funktion. En payoff förtydligar varumärket för att det ska kunna maximera sin position i kundens medvetande och ytterst hjälpa till att öka försäljningen. Den är en viktig del av förklaringen av erbjudandet till kunden och ett sätt att ytterligare levandegöra detta.

## Exempel på payoffer
- Feel the difference – Ford
- True to taste – Tropicana
- Live for greatness - Rolex
- Quality in everything we do – Ernst&Young
- Intelligent performance – Porsche
- All the news that are fit to print – New York Times
- The best or nothing – Mercedes-Benz
- Believe your eyes… and your ears – Dolby
- Berättelse som berör – Expressen
- Feel the legend - Mauser
- Idéer föds där människor möts - Videum
- Vi bryr oss - Malmö Aviation